# Javier Báez
Ednel Javier Báez (ur. 1 grudnia 1992) – portorykański baseballista, wewnątrzpolowy New York Mets.

## Przebieg kariery

### Minor League Baseball
W czerwcu 2011 został wybrany w pierwszej rundzie draftu przez Chicago Cubs. Zawodową karierę rozpoczął w AZL Cubs (poziom Rookie), następnie grał w Boise Hawks (Class A-Short Season). Sezon 2012 rozpoczął od występów w Peoria Chiefs (Class A), a 4 sierpnia został zawodnikiem Daytona Cubs (Class A-Advanced), w którym rozpoczął również sezon 2013. 10 czerwca 2013 w meczu przeciwko Fort Myers Miracle został drugim w historii Florida State League baseballistą, który w jednym spotkaniu zdobył cztery home runy.
6 lipca 2013 został przydzielony do Tennessee Smokies (Double-A). W sezonie 2013 rozegrał 130 meczów, uzyskując średnią 0,282. Ponadto zaliczył 146 uderzeń, w tym 34 double i 37 home runów, a po jego odbiciach zespoły Dayton Cubs oraz Tennessee Smokies zdobyły łącznie 111 punktów. Báez został wybrany Minor League Player of the Year organizacji Chicago Cubs. W styczniu 2014 został zaproszony do składu Chicago Cubs na występy w spring training, a po jego zakończeniu został odesłany do Iowa Cubs (Triple-A). W lipcu 2014 reprezentował klub w All-Star Futures Game, w którym zdobył dwupunktowego home runa, wyprowadzając zespół World na prowadzenie 2–1.

### Major League Baseball
5 sierpnia 2014 został powołany do 40-osobowego składu Chicago Cubs i tego samego dnia zadebiutował w Major League Baseball w meczu przeciwko Colorado Rockies, w którym zdobył zwycięskiego home runa w pierwszej połowie dwunastej zmiany. Dwa dni później w spotkaniu z Rockies, został pierwszym zawodnikiem od 1954 roku, który zdobył trzy home runy w swoich trzech pierwszych występach w MLB.
28 czerwca 2016 w meczu z Cincinnati Reds zdobył pierwszego grand slama w MLB w pierwszej połowie piętnastej zmiany ustalając rezultat spotkania na 7–2. 7 października 2016 w pierwszym meczu NLDS przeciwko San Francisco Giants zdobył home runa przy wyniku 0–0 w ósmym innignu po narzucie Johnny’ego Cueto. Był to jedyny run w spotkaniu i Cubs objęli prowadzenie w serii best-of-five. W meczu numer 4 w pierwszej połowie dziewiątej zmiany Báez zaliczył RBI single, dzięki któremu Cubs wyszli na prowadzenie 6–5 i ostatecznie zwyciężyli. Zespół z Chicago wygrał całą serię 3–1 i po raz drugi z rzędu uzyskał awans do National League Championship Series.
15 października 2016 w meczu numer 1 NLCS przeciwko Los Angeles Dodgers Báez został pierwszym zawodnikiem Cubs od 1907 roku, który skradł bazę domową w meczu play-off. W meczu numer 5 zaliczył trzy odbicia, w tym three-run double w pierwszej połowie ósmej zmiany. W całej serii uzyskał średnią 0,318, zaliczył pięć RBI, skradł dwie bazy i wraz z Jonem Lesterem został wybrany najbardziej wartościowym zawodnikiem serii. Cubs pokonali Los Angeles Dodgers 4–2 i zdobyli pierwsze mistrzostwo National League od 1945 roku. W lipcu 2018 po raz pierwszy w karierze otrzymał powołanie na Mecz Gwiazd MLB. W 2018 został wyróżniony spośród drugobazowych, otrzymując Silver Slugger Award.
30 lipca 2021 został zawodnikiem New York Mets.

## Nagrody i wyróżnienia
| Nagroda/wyróżnienie      | Lata       | Źródło |
| 2× All-Star              | 2018, 2019 | [ 14 ] |
| NLCS MVP                 | 2016       | [ 12 ] |
| Silver Slugger Award     | 2018       | [ 15 ] |
| Zwycięzca w World Series | 2016       | [ 17 ] |